# أوسمة وأنواط وميداليات دولة فلسطين المدنية والعسكرية
أوسمة وأنواط وميداليات فلسطين نظام رسمي يقوم خلاله الرئيس الفلسطيني بتكريم الأشخاص الفلسطينيين والأجانب أو المؤسسات، من أصحاب الإسهامات البارزة في مختلف المجالات، والذين ساهموا في رفع اسم فلسطين، أو دعموا مسيرة الحركة الوطنية الفلسطينية، أو المسيرة العامة.

## أوسمة فلسطين المدنية

### وسام دولة فلسطين
هو أعلى وسام حاليًا في دولة فلسطين، ويقسم وسام دولة فلسطين إلى خمسة درجات:
- وسام دولة فلسطين من درجة «القلادة الكبرى»: يمنح للملوك والرؤساء ورؤساء الحكومات.
- وسام دولة فلسطين من درجة «الوشاح الأكبر ونجمة فلسطين»: يمنح للملوك والرؤساء ورؤساء الحكومات.
- وسام دولة فلسطين من درجة «نجمة الاستحقاق»: يمنح للوزراء والسفراء والمبعوثين والمحافظين وأعضاء البرلمانات وممثلي الأحزاب، الفلسطينيين والأجانب.
- وسام دولة فلسطين من درجة «نجمة الحرية»: يمنح للنشطاء الفلسطينيين والأجانب الذين يعملون من أجل السلام، ولأعضاء البرلمانات وممثلي الأحزاب الداعمين لحرية واستقلال دولة فلسطين.
- وسام دولة فلسطين من درجة «فارس فلسطين»: يمنح للكفاءات المبدعة والمتميزة في مختلف المجالات.

| وسام دولة فلسطين من رتبة "القلادة الكبرى" | وسام دولة فلسطين من رتبة "الوشاح الأكبر ونجمة فلسطين" | وسام دولة فلسطين من رتبة "نجمة الاستحقاق" | وسام دولة فلسطين من رتبة "نجمة الحرية" | وسام دولة فلسطين من رتبة "فارس فلسطين" |
| ----------------------------------------- | ----------------------------------------------------- | ----------------------------------------- | -------------------------------------- | -------------------------------------- |
|                                           |                                                       |                                           |                                        |                                        |
|                                           |                                                       |                                           |                                        |                                        |

### وسام القدس
هو حاليًا ثاني أعلى وسام في دولة فلسطين، ويقسم إلى خمسة درجات:
- وسام القدس من درجة «الوشاح الأكبر»: يمنح للملوك والرؤساء ورؤساء الحكومات.
- وسام القدس من درجة «النجمة الكبرى»: يمنح لرؤساء الحكومات والوزراء والمبعوثين الدوليين والقيادات البرلمانية والحزبية العربية والدولية.
- وسام القدس من درجة «نجمة القدس»: يمنح للوزراء والسفراء والمبعوثين والمحافظين وأعضاء البرلمانات وممثلي الأحزاب الفلسطينيين والأجانب.
- وسام القدس من درجة «نجمة السلام»: يمنح للنشطاء الفلسطينيين والأجانب الذين يعملون من أجل السلام، ولأعضاء البرلمانات وممثلي الأحزاب الداعمين لحرية واستقلال دولة فلسطين.
- وسام القدس من درجة «فارس القدس»: يمنح للكفاءات المبدعة والمتميزة في مختلف المجالات.

| وسام القدس من رتبة "الوشاح الأكبر" | وسام القدس من رتبة "النجمة الكبرى" | وسام القدس من رتبة "نجمة القدس" | وسام القدس من رتبة "نجمة السلام" | وسام القدس من رتبة "فارس القدس" |
| ---------------------------------- | ---------------------------------- | ------------------------------- | -------------------------------- | ------------------------------- |
|                                    |                                    |                                 |                                  |                                 |
|                                    |                                    |                                 |                                  |                                 |

### وسام نجمة فلسطين
كان أعلى وسام في دولة فلسطين حتى عام 2015.
| وسام نجمة فلسطين |
| ---------------- |
|                  |

### وسام نجمة الشرف
- وسام نجمة الشرف من الدرجة العليا: يمنح للملوك والرؤساء، كما يمكن منحه لرؤساء المجلسين الوطني والتشريعي الفلسطيني، ورئيس وأعضاء اللجنة التنفيذية لمنظمة التحرير الفلسطينية، والرؤساء والأمناء العامين للفصائل والأحزاب الفلسطينية، وغيرهم.[2]

| وسام نجمة الشرف |
| --------------- |
|                 |

### وسام الرئيس ياسر عرفات
يقسم وسام الرئيس ياسر عرفات إلى ثلاثة درجات:
- وسام الرئيس ياسر عرفات من درجة «الوشاح الأكبر ونجمة الشرف»: يمنح للملوك والرؤساء، كما يمكن منحه لرؤساء المجلس الوطني الفلسطيني والمجلس التشريعي، ورئيس وأعضاء اللجنة التنفيذية لمنظمة التحرير الفلسطينية، والرؤساء والأمناء العامين للفصائل والأحزاب الفلسطينية، ويمكن منحها لشخصيات فلسطينية وأجنبية مرموقة قدمت إسهامات للشعب الفلسطيني.
- وسام الرئيس ياسر عرفات من درجة «نجمة يبوس»: يمنح للوزراء والسفراء والمبعوثين والمحافظين وأعضاء البرلمانات وممثلي الأحزاب من الفلسطينيين والأجانب.
- وسام الرئيس ياسر عرفات من درجة «ميدالية الشجاعة»: يمنح للكفاءات المتميزة، والذين أظهروا شجاعة وإقدام في تأدية واجباتهم وطنهم.

| وسام الرئيس ياسر عرفات من رتبة "الوشاح الأكبر ونجمة الشرف" | وسام الرئيس ياسر عرفات من رتبة "نجمة يبوس" | وسام الرئيس ياسر عرفات من رتبة "ميدالية الشجاعة" |
| ---------------------------------------------------------- | ------------------------------------------ | ------------------------------------------------ |
|                                                            |                                            |                                                  |
|                                                            |                                            |                                                  |

### وسام الرئيس محمود عباس
يقسم وسام الرئيس محمود عباس إلى ثلاثة درجات:
- وسام الرئيس محمود عباس من درجة «قلادة الكنعانيين الكبرى»: يمنح للملوك والرؤساء، كما يمكن منحها لرؤساء المجلس الوطني والمجلس التشريعي، ورئيس وأعضاء اللجنة التنفيذية لمنظمة التحرير الفلسطينية، والرؤساء والأمناء العامين للفصائل والأحزاب الفلسطينية، ولشخصيات فلسطينية وأجنبية مرموقة قدمت إسهامات للشعب الفلسطيني.
- وسام الرئيس محمود عباس من درجة «نجمة الصداقة»: يمنح للوزراء والسفراء والمبعوثين والمحافظين وأعضاء البرلمانات وممثلي الأحزاب من الفلسطينيين والأجانب.
- وسام الرئيس محمود عباس من درجة «ميدالية الإنجاز»: يمنح للكوادر والموظفين العاملين في القطاعات العامة والخاصة والمجتمع المدني، الذين قدموا إنجازات ومبادرات مميزة خلال تأديتهم لواجباتهم.

| وسام الرئيس محمود عباس من رتبة "قلادة الكنعانيين الكبرى" | وسام الرئيس محمود عباس من رتبة "نجمة الصداقة" | وسام الرئيس محمود عباس من رتبة "ميدالية الإنجاز" |
| -------------------------------------------------------- | --------------------------------------------- | ------------------------------------------------ |
|                                                          |                                               |                                                  |

### وسام الاستحقاق والتميز
يتم منحه للوزراء والسفراء والمبعوثين وأعضاء مجالس النواب والشيوخ وممثلي الأحزاب والشخصيات الفلسطينية والعربية والأجنبية، وكذلك يمنح الوسام للشخصيات الفلسطينية المرموقة التي قدمت خدمات بارزة لفلسطين، ويتكون من درجتين (ذهبية وفضية):
- وسام الاستحقاق والتميز الذهبي.
- وسام الاستحقاق والتميز الفضي.

| وسام الاستحقاق والتميز الذهبي | وسام الاستحقاق والتميز الفضي |
| ----------------------------- | ---------------------------- |
|                               |                              |

### وسام الثقافة والعلوم والفنون
يمنح للمثقفين والكتاب والأدباء والشعراء والعلماء والباحثين والفنانين الفلسطينيين والأجانب، وللمؤسسات التي قدمت أعمالاً جليلة لدولة فلسطين، ويقسم إلى أربعة درجات:
- وسام الثقافة والعلوم والفنون من درجة «النجمة الكبرى».
- وسام الثقافة والعلوم والفنون من درجة «التألق».
- وسام الثقافة والعلوم والفنون من درجة «الإبداع».
- وسام الثقافة والعلوم والفنون من درجة «الابتكار».

| وسام الثقافة والعلوم والفنون من رتبة "النجمة الكبرى" | وسام الثقافة والعلوم والفنون من رتبة "التألق" | وسام الثقافة والعلوم والفنون من رتبة "الإبداع" | وسام الثقافة والعلوم والفنون من رتبة "الابتكار" |
| ---------------------------------------------------- | --------------------------------------------- | ---------------------------------------------- | ----------------------------------------------- |
|                                                      |                                               |                                                |                                                 |
|                                                      |                                               |                                                |                                                 |

### وسام بيت لحم
يقسم وسام بيت لحم إلى درجتين:
- وسام بيت لحم من درجة «القلادة الكبرى لبيت لحم»: يمنح للرؤساء والملوك وكبار رجال الدين.
- وسام بيت لحم من درجة «نجمة بيت لحم»: يمنح للوزراء والسفراء والمبعوثين والمحافظين وأعضاء البرلمانات وممثلي الأحزاب الفلسطينيين والأجانب.

| وسام بيت لحم من رتبة "القلادة الكبرى لبيت لحم" | وسام بيت لحم من رتبة "نجمة بيت لحم" |
| ---------------------------------------------- | ----------------------------------- |
|                                                |                                     |
|                                                |                                     |

## أنواط وميداليات فلسطين المدنية
- مواطنة الشرف الفلسطينية: وتمنح للشخصيات العربية والأجنبية التي قدمت خدمات جليلة لفلسطين.[1]
- ميدالية الاستحقاق والتميز، بدرجتيها الذهبيّة والفضيّة: وتُمنح للشخصيات الفلسطينية والعربية والأجنبية التي قدمت خدماتٍ لفلسطين.[1]
- نوط القدس، بدرجتيه الذهبيّ والفضيّ: ويُمنح للشخصيات الفلسطينية والعربية والأجنبية التي قدمت خدماتٍ لفلسطين.[1]

| مواطنة الشرف الفلسطينية | ميدالية الاستحقاق والتميز الذهبية | ميدالية الاستحقاق والتميز الفضية | نوط القدس الذهبي ونوط القدس الفضي |
| ----------------------- | --------------------------------- | -------------------------------- | --------------------------------- |
|                         |                                   |                                  |                                   |

## أوسمة فلسطين العسكرية
تمنح للقيادات العسكرية والأمنية الفلسطينية والعربية والأجنبية التي قدمت خدمات لفلسطين، وهي ثلاثة أوسمة.
| وسام نجمة فلسطين العسكري | وسام نجمة القدس العسكري | وسام نجمة الشرف العسكري |
| ------------------------ | ----------------------- | ----------------------- |
|                          |                         |                         |
|                          |                         |                         |

## أنواط وميداليات ونياشين فلسطين العسكرية
تمنح للعسكريين والمدنيين من عناصر قوى الأمن الفلسطينية الذين قدموا خدمات للوطن، ويمكن منحها للمدنيين الذين قاموا بأدوار مساندة لقوى الأمن الفلسطيني.
|  |  | - نوط الفداء العسكري. - نوط الواجب العسكري. - نوط التدريب العسكري. - ميدالية الخدمة الممتازة العسكرية. - ميدالية جرحى الحرب العسكرية. |  | - ميدالية الترقية الاستثنائية العسكرية. - نوط الامتياز العسكري. - نوط الإقدام العسكري. - ميدالية التقدير العسكري. - ميدالية الشرف العسكري. |

| نوط الفداء العسكري      | نوط الواجب العسكري    | ميدالية الخدمة الممتازة العسكرية | نوط الامتياز العسكري | نوط الإقدام العسكري                  |
| ----------------------- | --------------------- | -------------------------------- | -------------------- | ------------------------------------ |
|                         |                       |                                  |                      |                                      |
| ميدالية التقدير العسكري | ميدالية الشرف العسكري | ميدالية جرحى الحرب العسكرية      | نوط التدريب العسكري  | ميدالية الترقية الاستثنائية العسكرية |
|                         |                       |                                  |                      |                                      |